# Botanophila trisetigonita
Botanophila trisetigonita är en tvåvingeart som beskrevs av Jin 1983. Botanophila trisetigonita ingår i släktet Botanophila och familjen blomsterflugor. Inga underarter finns listade i Catalogue of Life.